# Eroilor
Eroilor is een metrostation in Boekarest, dat bediend wordt door de metrolijnen M1, M3 en M5. Het station werd geopend op 16 november 1979 en is sinds 19 augustus 1983 een splitsingsstation. Station Eroilor ligt in de wijk Cotroceni, nabij het Operagebouw van Boekarest. De dichtstbijzijnde stations zijn Grozăvești en Izvor.
Het station is ook de voorlopige oostelijke terminal van metrolijn M5. De lijn waarvan het meer oostelijk traject nog verder wordt aangelegd werd al gedeeld geopend tot station Eroilor op 15 september 2020.
Van Dristor 2 tot Pantelimon:
Dristor 2 · Piața Muncii · Iancului · Obor · Ştefan cel Mare · Piața Victoriei · Gara de Nord 1 · Basarab · Crângaşi · Semănătoarea · Grozăveşti · Eroilor · Izvor · Piaţa Unirii · Timpuri Noi · Mihai Bravu · Dristor 1 · Nicolae Grigorescu · Titan · Costin Georgian · Republica · Pantelimon